# Corrent de Mindanao
El Corrent de Mindanao és un corrent oceànic al llarg de la banda occidental de les Filipines del sud. És un corrent estret, que flueix cap al sud començant a 14°N amb 13Sv incrementant la força a 33Sv a 5.5°N. El corrent es divideix abans d'arribar a la costa del sud-est de Mindanao on una part flueix ciclònicament en l'interior de la Mar de Cèlebes; més tard alimentant el Contra Corrent Nord Equatorial (NECC) mentre una altra part alimenta el NECC directament. Hi ha un ramal que es desvia per l'Estret de Macassar.
El Corrent Nord Equatorial per tant, es divideix en dos corrents, el Corrent de Mindanao, cap al sud, i el Corrent de Kuro Shio, cap al nord. La Latitud del punt de divisió del NEC depèn de l'estació de l'any i de la profunditat del corrent. Té una gran influència causada per l'existència dels vents Monsons.